# 2021年塔利班攻勢
2021年塔利班攻勢是指阿富汗戰爭期間塔利班從2021年5月1日開始對阿富汗政府及其盟國持續進行的軍事攻勢，與美军撤出阿富汗同步，最終塔利班於8月15日佔領喀布爾，推翻國際社會支持的阿富汗伊斯蘭共和國。
至7月底，由於阿富汗政府僅剩下主要交通干道和一些省会的控制权，阿富汗政府於7月24日宣布在该国34个省当中31省实施宵禁。8月1日，塔利班向西部赫拉特省省會赫拉特與南部赫尔曼德省省會拉什卡尔加發動攻勢。
截至2021年8月15日，塔利班從阿富汗政府手中奪取了179個地區。塔利班控制了阿富汗全国的421个县中的283個、34個省會中的33個，其中包括首都喀布尔。截至2021年9月6日，塔利班控制了阿富汗所有34个省會。

## 时间线

### 5月
5月，塔利班从阿富汗政府手中夺取了15个地区，包括瓦尔达克省的Nirkh和Jalrez地区。本月，405名阿富汗国家安全部队和260名平民在与塔利班的冲突中丧生，而阿富汗国防部声称杀死了2,146名塔利班战士。
到5月底，葡萄牙、斯洛文尼亚、西班牙和瑞典已完全从阿富汗撤军。

### 6月
6月，塔利班从阿富汗政府手中夺取了69个地区。

### 7月
據7月5日報導，塔利班發言人表示通過軍事手段奪取喀布爾「不是塔利班的政策」。塔利班表示在政府軍無意戰鬥後，塔利班通過斡旋從政府軍手上奪取了多個縣。塔利班宣稱他們已控制全國約400個縣的約四分之一。
7月7日，塔利班一度攻入巴德吉斯省首府瑙堡，並釋放了城內監獄約400名囚犯，當中超過100人是塔利班成員，政府軍其後擊退了塔利班的攻勢。
前線的政府軍指揮官對BBC表示他們缺乏彈藥，增援也未有及時來到。
7月8日，美國總統乔·拜登在記者會上表示他信任阿富汗軍方的能力，認為他們在人數、訓練、裝備和進行戰爭的能力上都勝過塔利班，而且還有一支空軍，「塔利班將會佔領一切並擁有全國的可能性非常低」。
红十字国际委员会於7月在阿富汗各地幫助了近13,000名受到武器相關傷害的人。

### 8月-9月
| 日期                         | 省份       | 省会           | 控制数目 |
| ---------------------------- | ---------- | -------------- | -------- |
| 8月6日                       | 尼姆鲁兹省 | 扎兰季         | 1        |
| 8月7日                       | 朱兹詹省   | 希比尔甘       | 2        |
| 8月8日                       | 昆都士省   | 昆都士         | 3-4      |
| 8月8日                       | 萨尔普勒省 | 萨尔普勒       | 3-4      |
| 8月8日                       | 塔哈尔省   | 塔卢坎         | 5        |
| 8月9日                       | 萨曼甘省   | 萨曼甘         | 6        |
| 8月10日                      | 法拉省     | 法拉           | 7        |
| 8月10日                      | 巴格蘭省   | 普勒胡姆里     | 8        |
| 8月11日                      | 巴达赫尚省 | 费扎巴德       | 9        |
| 8月12日                      | 加兹尼省   | 加兹尼         | 10       |
| 8月12日                      | 赫拉特省   | 赫拉特         | 11       |
| 8月12日                      | 巴德吉斯省 | 瑙堡           | 12       |
| 8月12日                      | 坎大哈省   | 坎大哈         | 13       |
| 8月13日                      | 赫尔曼德省 | 拉什卡尔加     | 14       |
| 8月13日                      | 古尔省     | 恰赫恰蘭       | 15       |
| 8月13日                      | 洛加尔省   | 普里阿蘭       | 16-18    |
| 8月13日                      | 扎布尔省   | 卡拉特         | 16-18    |
| 8月13日                      | 乌鲁兹甘省 | 塔林科特       | 16-18    |
| 8月14日                      | 帕克蒂亚省 | 加德茲         | 19       |
| 8月14日                      | 帕克蒂卡省 | 沙兰           | 20       |
| 8月14日                      | 库纳尔省   | 阿萨达巴德     | 21       |
| 8月14日                      | 法利亚布省 | 迈马纳         | 22       |
| 8月14日                      | 拉格曼省   | 米特拉姆       | 23       |
| 8月14日                      | 代孔迪省   | 尼利           | 24       |
| 8月14日                      | 巴尔赫省   | 马扎里沙里夫   | 25       |
| 8月15日                      | 楠格哈尔省 | 賈拉拉巴德     | 26       |
| 8月15日                      | 瓦尔达克省 | 迈丹城         | 27       |
| 8月15日                      | 霍斯特省   | 霍斯特         | 28       |
| 8月15日                      | 巴米扬省   | 巴米扬         | 29       |
| 8月15日                      | 卡比萨省   | 马哈茂德埃拉基 | 30       |
| 8月15日                      | 帕尔旺省   | 恰里卡尔       | 31       |
| 8月15日                      | 努里斯坦省 | 帕倫           | 32       |
| 8月15日                      | 喀布爾省   | 喀布爾         | 33       |
| 8月17日 （反塔利班部隊奪回） | 帕尔旺省   | 恰里卡尔       | 32       |
| 9月6日 （塔利班重新佔領）    | 帕尔旺省   | 恰里卡尔       | 33       |
| 9月6日                       | 潘杰希尔省 | 巴薩拉克       | 34       |

8月2日，阿富汗總統阿什拉夫·加尼·艾哈迈德扎伊宣佈他已有「在6個月內達致穩定」的計劃，但未有透露詳細方案。
8月6日，塔利班在阿富汗首都喀布尔暗杀了国家媒体中心的主任达瓦·汗·梅纳帕尔（Dawa Khan Menapal）。同時塔利班控制了尼姆鲁兹省的省会扎兰季。該城也是自美国于2020年2月开始撤出阿富汗以来，首个落入塔利班的省会城市。
8月7日，塔利班占领了朱兹詹省首府希比尔甘。
阿富汗国防部发言人说，美军 B-52 型轰炸机当晚空袭希比尔甘市塔利班武装，炸死“超过200名”塔利班武装人员。美军中央司令部发言人当天说，美军近几天数次发起空袭，从而掩护阿富汗政府军。
8月8日，塔利班于一天之内控制了3座省會城市，包括萨尔普勒省首府萨尔普勒，阿富汗北部重镇、昆都士省首府昆都士，以及塔哈尔省首府塔卢坎。
8月9日，塔利班占领了萨曼甘省首府萨曼甘。
8月10日，塔利班占领了法拉省首府法拉和巴格蘭省首府普勒胡姆里。紅十字國際委員會表示其在阿富汗的醫療設施從8月1日至今醫治了超過4,000名受到武器傷害的人。當天，欧盟一名高级官员表示，塔利班目前已控制阿富汗65%的领土。
8月11日，塔利班佔領巴达赫尚省首府费扎巴德。同日阿富汗內政部長向半島電視台表示中央政府正在下放權力予地方領袖組織武裝對抗塔利班，半島的報導稱阿富汗官員表示最近3周有5,000人報名加入警隊，而本周有另外2,000人畢業。當天，阿富汗问题四方会议在卡塔尔多哈举行，中国、美国、俄罗斯和巴基斯坦4国代表呼吁阿富汗和谈各方早日停战並达成协议。
8月12日，塔利班佔領加兹尼省首府加兹尼、赫拉特省首府赫拉特和巴德吉斯省首府瑙堡。加茲尼省省長與塔利班達成協議，以讓出加茲尼換取塔利班容許他安全離開，他在逃到瓦尔达克省時被阿富汗當局拘捕。当晚，塔利班又发动攻势，完全控制了阿富汗第2大城市-坎大哈省首府坎大哈。
8月13日，塔利班占领了赫尔曼德省首府拉什卡尔加。同日，阿富汗中部的古尔省，政府軍不战而降。洛加尔省首府普里阿蘭随后失守，省長被俘。扎布尔省首府卡拉特和乌鲁兹甘省首府塔林科特也被塔利班佔領。塔利班拘捕了赫拉特省前省長伊斯梅爾汗，但稍後釋放了他。美國華盛頓郵報引述熟悉軍事情報消息人士指出，美軍評估，喀布爾政府可能在90日內被推翻。
8月14日，塔利班占领了帕克蒂亚省的加德兹和帕克蒂卡省首府沙兰。同日，库纳尔省的阿萨达巴德、法利亚布省的迈马纳、拉格曼省的米特拉姆和代孔迪省的尼利四个首府被塔利班占领，阿富汗第4大城市-巴尔赫省首府马扎里沙里夫也宣告陷落，指挥该城防御的军阀杜斯塔姆沿公路逃往乌兹别克斯坦。
8月15日，塔利班占领楠格哈尔省首府賈拉拉巴德、瓦尔达克省首府迈丹城、霍斯特省首府霍斯特、巴米扬省首府巴米扬、卡比萨省首府马哈茂德埃拉基、帕尔旺省首府恰里卡尔和努里斯坦省首府帕倫。

#### 首都喀布爾陷落
8月15日下午，塔利班攻入首都喀布爾，控制喀布爾大學，並正與阿富汗政府談判，要求後者和平投降。美國駐喀布爾的核心團隊成員工作地點轉到喀布爾機場，而目前留在喀布爾的美國大使館人員低於50人。而其他國家駐喀布爾大使館正在「以有限人力在合適地點運作」。
阿富汗代理內政部長米爾薩瓦爾當日宣布：「政權將和平轉移，安全部隊會確保喀布爾安全」。而阿富汗總統阿什拉夫·加尼·艾哈迈德扎伊將會在幾小時內宣布辭職，並且與塔利班的臨時政府相對接。
塔利班領導人已經下令在喀布爾避免使用暴力或者傷害平民，並讓任何選擇離開的人安全離開。他還要求婦女前往受到保護的地區，並且要求塔利班的部隊暫緩進入喀布爾城。
阿富汗總統阿什拉夫·加尼·艾哈邁德扎伊在15日逃離喀布爾，随后逃往塔吉克斯坦。喀布爾政府將與塔利班在卡塔爾舉行談判，討論政權轉移問題。塔利班於同日晚間進入喀布爾以及阿富汗總統府。

## 后续
8月15日，美国冻结阿富汗中央银行存於美國的近95亿美元资产。
8月16日，烏茲別克斯坦表示過去48小時約有750名阿富汗軍事人員抵達該國，當中約600人乘阿富汗軍機抵達。烏國迫降了46架軍機，一架阿國飛機與護航的烏軍戰機碰撞，兩機的飛行員跳傘逃生。
8月16日塔利班就该国下一阶段向阿富汗人民和国际社会发出了保证消息，并确认进行组建包容性政府的谈判，宣布將恢復「阿富汗伊斯蘭酋長國」。而前总统阿什拉夫·加尼称他离开阿富汗是为了避免流血冲突，加尼没有透露他的下落，但土耳其的阿纳多卢通讯社称他已抵达阿曼苏丹国。俄羅斯駐阿富汗大使館稱加尼出逃時帶走了裝滿4輛車和1架直升機的現金，由於錢實在太多，一部分的錢直升機裝不下，只好遺留在停機坪。大使館發言人表示消息來源是「目擊者」。
英國下議院議員托馬斯·圖根達特表示他在阿富汗的友人告訴他，一些曾在拉什卡爾加與他共事的阿富汗人和他們的家人被殺害。
8月17日，阿富汗塔利班宣布大赦所有阿富汗伊斯蘭共和國政府官员，并要求他们重返工作岗位。
8月17日，时任第一副总统的阿姆魯拉·薩利赫宣布依據《阿富汗憲法》继任阿富汗伊斯兰共和国看守总统。稍後阿姆魯拉·薩利赫與艾哈邁德·沙阿·馬蘇德之子艾哈邁德·馬蘇德聯手，於目前由北方聯盟所控制的潘傑希爾，組成民族抵抗阵线，並宣示將持續對抗目前塔利班政權。當天大約在同一時間，阿富汗國民軍的殘餘力量在艾哈邁德·馬蘇德的鼓舞下，開始集結在潘傑希爾山谷。同日，民族抵抗阵线成功夺回帕尔旺省首府恰里卡尔。
8月20日，支持阿富汗伊斯蘭共和國的武裝從塔利班手中奪回巴格兰省三個地區，但在不久之後又被塔利班奪回。
據報拜登政府官員於8月17日向參議院職員簡報有多達1.5萬名美國人仍在阿富汗，當局未有計劃撤離身處喀布爾以外的美國公民。美國已撤走超過3,200名美國人和近2,000名阿富汗人。
8月18日，国际货币基金组织宣布暂时冻结阿富汗获得特别提款权等资源的渠道。從7月底至8月26日期間，美國從阿富汗撤出超過10萬人，當中超過9.5萬人是在8月14日或之後撤離，包括至少4,500名美國人。截至8月25日仍有約1,500名有意離開阿富汗的美國人（只計美國政府可以聯絡的人，包括聲稱是美國人的人）等待撤離。
9月6日，塔利班占领潘杰希尔省首府巴萨拉克，而民族抵抗阵线则表示将“继续抵抗”。阿姆魯拉·薩利赫还声称，他没有离开潘杰希尔，即使形势很艰难。

## 另見
- 1975年春季攻勢
- 2024年敘利亞反對派攻勢
- 北方联盟 (阿富汗)
- 塔利班統治下的婦女權利

## 延伸閱讀
- How is the Taliban gaining so fast in Afghanistan? （页面存档备份，存于）（Vox對國際危機組織高級分析員Andrew Watkins的訪問，2021年8月11日發表）